# Carl Johan Fredholm
Carl Johan Fredholm, född 13 maj 1815 i Vänersborg, död 13 mars 1873 i Stockholm, var en svensk sadelmakare och tecknare.
Fredholm var verksam som sadelmakarmästare i Stockholm där han förmedlade tillverkning av droskor, resevagnar och sadlar till allmänheten. Vid sidan om sitt arbete var han verksam som akvarellist och är representerad vid Stockholms stadsmuseum med ett 40-tal akvareller och vagnsritningar.